# Újszentmargita megállóhely
Újszentmargita megállóhely egy Hajdú-Bihar vármegyei megállóhely, melyet a MÁV üzemeltetett. A személyszállítás szünetel.

## Áthaladó vasútvonalak
A megállóhelyet a következő vasútvonalak érintik:
- Ohat-Pusztakócs–Görögszállás-vasútvonal

## Kapcsolódó állomások
A megállóhelyhez az alábbi állomások vannak a legközelebb:
- Kismargita megállóhely (Ohat-Pusztakócs–Görögszállás-vasútvonal)
- Folyás megállóhely (Ohat-Pusztakócs–Görögszállás-vasútvonal)

## Forgalom
A megállóhelyen és a rajta áthaladó vasútvonal egy szakaszán a vasúti forgalom 2009. december 13-a óta szünetel.
Bővebben: 2009-es magyarországi vasútbezárások

## Megközelítése
A megállóhely Újszentmargita északi szélén helyezkedik el, közúti megközelítését csak önkormányzati utak teszik lehetővé.